# نيفيل ليندسي
نيفيل ليندسي (30 يوليو 1886 في جنوب أفريقيا - 2 فبراير 1976) (بالإنجليزية: Neville Lindsay)‏ هو لاعب كريكت جنوب أفريقي. شارك مع منتخب جنوب أفريقيا الوطني للكريكت. أما مع النوادي، فقد لعب مع Free State (cricket team) ‏ وGauteng (cricket team) ‏.

## وصلات خارجية
- نيفيل ليندسي على موقع إي آس بي آن كريك إنفو (الإنجليزية)